# グリーンダムたん

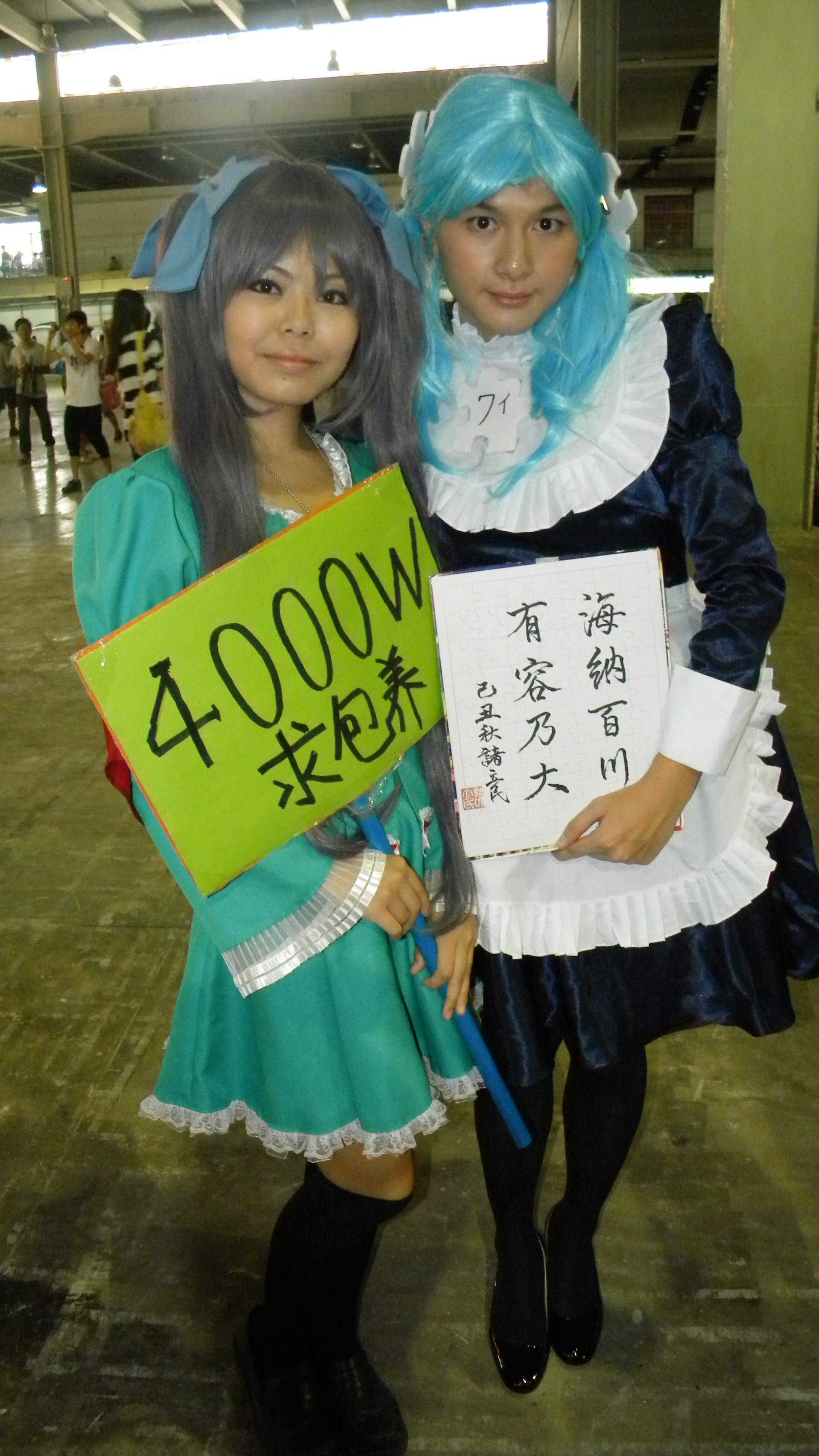
グリーンダムたんのコスプレ（左）。右はウィキペディアの萌え擬人化ウィキペたんのコスプレ

グリーンダムたん（簡体字：绿坝娘）とは、中華人民共和国で開発されたネット検閲ソフトウェア「緑壩・花季護航」を萌え擬人化したキャラクターである。

## 名前について
グリーンダムたんの中国語名は「绿坝娘」（簡体字）または「綠壩娘」（繁体字）。日本語で漢字制限により「坝（土へんに貝）」「壩（土へんに霸）」を、「バ」とも書く。そして、グリーンダムたんを「グリーンダム娘」「緑バ娘」「緑bar娘」などとも表記する。

## グリーンダムたんの誕生
2009年5月19日、中国工業情報化部の「关于计算机预装绿色上网过滤软件的通知」により、2009年7月1日から中国国内で生産・発売されるパソコンすべてに検閲ソフト「緑壩・花季護航」のインストールが義務付けられると発表された。これに対して中国のネット上ではネット検閲への反対の声やソフトの性能・開発過程自体に対する疑問の声が多数上がったが、そうした騒動の中、中国のオタク絵師たちは、緑壩・花季護航を萌え擬人化して「绿坝娘」と名づけた。
グリーンダムたんの誕生日、つまり初めての緑壩娘の絵の誕生日には、諸説ある。一般的に6月11日だと思われている。他に、6月10日、6月9日の見解もあるが、認められていない。そのため、グリーンダムたんの誕生日は西暦（陽暦）6月11日、農暦（陰暦）五月十九日に決められた。こうして二次元オタク世界に中国の国産萌えキャラが誕生した。

## グリーンダムたんの設定
最初に誕生した「绿坝娘」は東方Projectの河城にとりとよく似た感じがあったが、その後、様々なデザインのバージョンが続々と現れた。工業情報化部がこのソフトに4170万元（西暦2009年6月11日の為替レートで日本円約5億9486万円）もの大金を投入したことから、「绿坝娘」の身分は「身の代金4000万のお嬢様」とされた。戦闘力4000万（4170万）の設定もある。彼女の服飾は、ソフトのインターフェースの要素や「河蟹」「打醤油」などのネット用語に基づいており、全体にこの検閲ソフトや中国政府のインターネット政策に対する風刺の色が濃い。
キャラデザインは未だ固まったとは言い難いが、下記の共通の要素は現在、中国におけるオタクの間にほとんど定着している。

### 外見のデザイン
グリーンダムたんは、「検閲」の仕事をするため、基本的に風紀委員のイメージ。
1. 帽子：カニの徽章が飾っている。これは中国のネット用語「河蟹」のこと。このデザインは、各バージョンの共通。
2. 髪型：ツインテール。このデザインは、ほとんど各バージョンの共通。他に、ロングヘアのバージョンもある。
3. 鍵：緑壩・花季護航はパスワードが必要である。それに、鍵があるなら、他人の秘密をうかがうことができる。
4. 腕章：「風紀」と書かれている。他に、「和諧」のバージョンもある。
5. 腕時計：左手には三つの腕時計をはめている。これは「三個代表」と「三個戴表」（3つの腕時計をつける）が同音のためである。他に、この設定がないバージョンもある。
6. 醤油桶：これは中国のネット用語の「打醤油」。他に、この設定がないバージョンもある。
7. 兎：緑壩・花季護航の画面の要素の一つ。
8. 騎乗：グリーンダムたんの騎乗は、草泥馬のバージョンも、巨大河蟹のバージョンもあるが、草泥馬は他のネット人物の騎乗の設定もあるから、まだ決めていない。

### 属性の設定
下記のほとんどの属性は一応定着した。一部の属性はまだ決まっていない部分もある。
1. 身分は「身の代金4000万のお嬢様」で、ツンデレ。これは緑壩・花季護航の導入費4170万元のこと。
2. 戦闘力4000万（4170万）の設定もある。身の代金と重複だが、大した問題ではないから、この二つの属性が共存している。
3. 天然ボケ。いつも鍵を首にかけている。
4. キーワードをごっちゃにして、よく間違った削除を行う。
5. ちょっと色覚異常有り。黄色（中国語の「エロ」の意味）と間違って削除しちゃう。
6. 未成年なのに「仕事だから」とエロイものを見ちゃういけない子。
7. クラスでは正義感溢れる風紀委員で皆から煙たがられている。
8. 自分よりもスタイルの良い女は全て敵なので削除!
9. 腐女子でBLが好きだから、BLの物はOK。
10. 裏・属性はM。視野内の生き物を、自分を押し倒す衝動をさせる感じがある。
11. 非常に強気だが、押し倒されると弱い。簡単に調教（無効化）される。

### 特別なバージョン
一部の個性的なグリーンダムキャラ。
- 漢服版グリーンダムたん
  - 漢民族の民族服を着ている緑バ娘。
- 网络和谐最终人形决战兵器（ネット和諧最終人型決戦兵器）
  - 普通モードと戦闘モードがある。
- 検閲戦士グリーンダム
  - 機動戦士ガンダムとグリーンダムたんが合体するようなキャラデザイン。
- 「緑壩」四人組
  - 「花花」「季先生」「阿护」「小航」四人のチームである。「花花」は兎耳の隊長・委員長。「季先生」はカニハサミの男。「阿护」は盾のガーディアン。「小航」は身の代金4000万のお嬢様。